# Claravalls
|  | Aquest article tracta sobre la població de l'Urgell. Vegeu-ne altres significats a «Claravalls (Areny de Noguera)». |

Claravalls és un poble de la comarca de l'Urgell que forma part del terme de Tàrrega. Fins al 1969 va constituir un municipi independent, i ara és regit per una junta de veïns que fa d'interlocutora amb l'Ajuntament targarí. Se situa a la vora de la carretera que uneix el cap municipal amb Agramunt, i el 2015 tenia 115 habitants.

## Història
L'entorn de Claravalls està poblat des d'antic. Així doncs, Mossèn Bonifici Fortuny parla de l'existència d'un nucli prehistòric a la serra de l'Espígol. De la mateixa manera, s'han trobat restes ceràmiques d'antigues vil·les romanes a la partida dels Vilars, que haurien estat abandonades entre els segles III i IX.
Tanmateix, el primer document que parla de l'actual nucli data de l'any 1099. Es tracta de l'acte de consagració de l'església de santa Maria de Guissona. Després de passar el senyoriu per les mans de diferents propietaris, l'any 1831 formava part de les possessions de la Corona.

## Estructura
El poble conserva l'antiga estructura de recinte emmurat, a més a més d'un dels antics portals d'entrada al clos. El Castell domina la part alta del poble.

## Monuments d'interés
- Església de sant Salvador. Es tracta d'un temple tardorenaixentista amb reminiscències gòtiques construït cap al 1680. Presenta una nau rectangular de tres trams i coberta de volta, amb altars laterals amb cor i llotges elevades.[3] Tancada al culte des del 1965, l'any 1992 va ser restaurada.[2] Al seu interior, de parets blanques, és a destacar un retaule de la Transfiguració de Jesús, obra de la pintora de les Borges Blanques Carme Benet Pelegrí realitzada el 2008.[3]
- Ermita de la Mare de Déu dels Arcs. Actual temple parroquial i antiga capella del fossar del Cementiri, situada als afores del poble, a l'altra banda de la carretera de Tàrrega a Agramunt. D'època medieval, va ser reformada i ampliada al segle xviii.[2][4] En el seu interior hi destaca la imatge de la Mare de Déu dels Arcs, reproducció de l'original desapareguda el 1936.[2]
- Creu de terme. Ubicada enfront de l'ermita de la Mare de Déu dels Arcs, data del segle xviii.